# João Luiz de Carvalho
João Luiz de Carvalho foi um político brasileiro do estado de Minas Gerais. Foi prefeito de Carmo do Paranaíba no período de 1951 a 1954.

Foi deputado estadual na 5ª legislatura (1963 - 1967) da Assembleia Legislativa de Minas Gerais como suplente.